# Manuel Farrás Baró
Manuel Farrás Baró (Tremp, 24 de enero de 1899 - Ciudad de México, 8 de julio de 1974) fue un político español de ideología socialista y catalanista, alcalde del municipio de Sabadell entre agosto de 1938 y enero de 1939. Durante la guerra civil española fue miembro del llamado gobierno de guerra del ayuntamiento de Sabadell (1936-39), del Comité Local Antifascista, del Comité Local de Defensa de Sabadell y consejero de Sanidad y Asistencia Social.

## Biografía
Fue el tercero de cinco hijos en una familia de trabajadores que emigraron con sus hijos hacia Sabadell desde Tremp. Asistió a la escuela industrial de artes y oficios de Sabadell, y desde muy joven trabajó en el ramo de la construcción como albañil y en la empresa textil La Llanera, donde hizo amistad con diversas personalidades del ámbito sindicalista y socialista. Farrás también era aficionado al ciclismo, participando en carreras como la Volta a Cataluña y, antes de la guerra civil, representó a Sabadell en varias competiciones en Francia bajo el patrocinio de la firma italiana de bicicletas Bianchi.
Militante del movimiento Unió Socialista de Cataluña y posteriormente del Partido Socialista Unificado de Cataluña (PSUC), durante el período de alcalde de José Moix, recibió el encargo de dirigirel Programa de Atención y Asistencia a Refugiados, desarrollado en plena guerra cvil española en todos los territorios controlados por la República. A raíz de la convocatoria hecha a José Moix para su nombramiento como ministro de Trabajo en el gabinete de Juan Negrín, Manuel Farrás fue nombrado alcalde de Sabadell el 26 de agosto de 1938. 
Farrás se exilió a Francia el 6 de febrero de 1939 y fue internado en el campo de concentración de Argelès-sur-Mer y Bram. En 1940 y con la ayuda del Servicio de Evacuación de Refugiados Españoles (SERE), Manuel Farrás consiguió reunirse con su mujer, Mercè Albert Fugueras, y sus tres hijos para partir hacia México. El 19 de junio de 1940 se embarcaron en el puerto de Burdeos, primero en el barco Cuba y después en el Saint Domingue, hasta amarrar en el puerto de Coatzacoalcos, el 26 de julio de 1940.
En México, Manuel Farrás formó parte del Centro Republicano Español, una importante institución cultural y política que dio pie a la conformación del Colegio de México, sede del gobierno de la República Española en el Exilio, instancia reconocida oficialmente por el gobierno mexicano de Lázaro Cárdenas y por todos los gobiernos mexicanos durante 40 años.